# 格拉墨

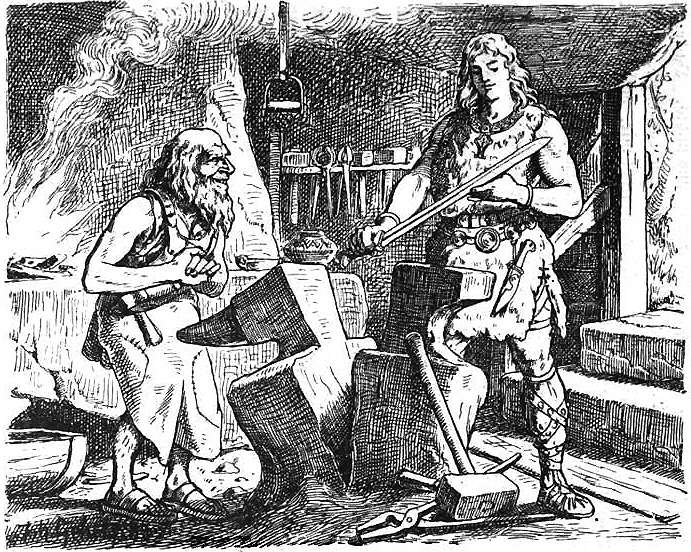
齊格飛手持寶劍格拉墨

格拉墨（Gram，香港也譯格林，常用译名：格拉姆）是北歐神話中的一把寶劍，为英雄齐格飞所拥有，据说只要挥舞此剑，就能看到胜利的荣光。该剑被奥丁的永恒之枪击破。出現在《詩體埃達》和《沃爾松格氏傳奇》中，也譯做「神怒寶劍」。另外，以《沃爾松格氏傳奇》為範本寫出的《尼伯龍根之歌》中，此劍被改名做「巴爾蒙克」（Balmung）。理查·華格納又根據上述作品再改編的歌劇《尼伯龍根的指環》中則是以「諾統」（Nothung）之名登場。
神話中提到奥丁將寶劍格拉墨插入沃爾松格王宮殿中的「子嗣之柱」（Branstock）上，並告訴眾人誰能拔出此劍，誰就能擁有它。而沃爾松格的兒子齊格蒙成功拔出了格拉墨，但妹妹齊格妮的丈夫西格爾（Siggeir）感到十分嫉妒，因此設計殺害沃爾松格氏族的人，最後只剩下齊格蒙和齊格妮還未被害。齊格妮為了報仇，隱瞞身份和哥哥齊格蒙生下了辛菲特利，後來齊格蒙父子就利用此劍報了仇。在齊格蒙晚年，就在他和倫格費（Lyngvi）王戰鬥時，奧丁收回對他的眷愛，以永恆之槍擊碎了寶劍，齊格蒙因此戰死。
格拉墨的碎片後來就交給了齊格蒙的妻子，也就是齊格弗里德的母親手上，齊格弗里德在侏儒雷金的教養下長大。雷金亟欲利用齊格弗里德幫他從兄長法夫納手中搶得寶藏，因此將碎片又重新打造成完整的寶劍，格拉墨也成為誅殺法夫納的關鍵武器。後來當齊格弗里德遇到布倫希爾德，兩人定下了終身之約。但之後在命運造化之下，齊格弗里德被人施法忘記和布倫希爾德的一段情，還幫朋友古恩納爾（Gunnar）向布倫希爾德求婚。到了晚上需留下過夜時，齊格弗里德將格拉墨放在兩人共眠的床上，以示兩人之間的清白。

## 在虛構作品中
- 是J.R.R.托爾金筆下魔幻文学著作《魔戒》中的納希爾聖劍的原型。
- 在电子遊戲《地狱之刃：塞娜的献祭》之中，作為主角塞娜的武器。